# 철령위
철령위(鐵嶺衛)는 고려 말인 1387년(우왕 13년), 중국 명(明)이 요동 지역에 설치한 군사적 행정기구이다.
원(元)을 북쪽으로 몰아내고 중국 대륙을 차지한 명은 원이 지배하던 고려의 철령 이북 지역에 대한 연고권을 주장하며 철령위 설치를 고려에 통보해 왔고, 고려는 이것을 자국 영토에 대한 침해로 여겨 우왕(禑王)과 최영(崔瑩) 등이 주도하여 요동 정벌을 시도하였으나, 정벌군의 지휘를 맡은 이성계가 요동 정벌에 반대하다 압록강변의 위화도에서 회군하여 개경으로 진격, 우왕을 폐위하고 최영을 처형하였다. 이것은 훗날 조선이 세워지는 기틀을 제공하게 된다.

## 개요
13세기 이후 100여 년 간 원의 반속국 상태에 놓여 있던 고려는 공민왕(恭愍王)의 즉위와 함께 내부의 부원 세력 숙청과 더불어 동녕부와 쌍성총관부 등 과거 원에 빼앗겼던 고려의 북방 영토를 찾는데 힘을 기울였으며, 이를 위한 외교적 공조로서 중국 대륙의 남쪽에서 일어선 명나라와 수교하였다.
그러나, 고려의 생각과는 달리 우왕 13년(1387년) 12월, 명은 과거 원나라에 속했던 영토는 모두 명에 귀속되는 것이 마땅하다는 논리와 함께 철령 이북 지역에 대한 연고권을 주장하고 나섰다. 이듬해인 우왕 14년(1388년)에는 명의 요동도사(遼東都司)가 보낸 이사경(李思敬) 등이 압록강을 건너와 “호부(戶部)는 황제의 명을 받들어, 철령 북쪽과 동쪽, 서쪽이 원래 개원(開原)의 관할이므로 이곳에 속해있던 군민으로 한인, 여진인, 달달인(타타르인), 고려인은 종전대로 요동에 속하게 한다.”고 통보하였다.
당시 실권자였던 수시중(守侍中) 최영은 여러 재상들과 명의 정료위(定遼衛)를 공격할지 화친을 청할 지를 놓고 의논했고 전쟁보다는 화친하는 쪽으로 결론을 냈다. 그러나, 이어 명에서 귀국한 고려의 사신 설장수(偰長壽)가 “철령 북쪽은 원래 원에 속했으니 모두 요동으로 귀속시키고 개원과 심양, 신주 등지의 군사와 백성들은 생업으로 돌아가도록 허락하라”는 홍무제(洪武帝)의 말을 전한 후, 다시 열린 재상 회의에서 철령 북쪽의 땅을 명에 줄 수는 없다고 결론이 내려진 가운데 고려는 정당문학 곽추(郭樞)와 밀직제학 박의중(朴宜中)을 명에 보내 철령 북쪽은 고려의 영역이므로 결정을 철회할 것을 청했다.
같은 해 3월에 서북면도안무사 최원지(崔元沚)가 '명의 요동도사(遼東都司)가 지휘 두 사람을 보내 군사 1천여 명을 거느리고 강계(江界, 압록강의 경계)에 철령위를 두고 요동에서부터 철령까지 10리 간격으로 70여 곳의 역참을 설치, 역마다 1백 호씩 주둔하려 한다'는 보고를 하였고, 이어 명의 후군도독부(後軍都督府)에서 요동의 백호(百戶) 왕득명(王得明)을 보내 철령위 설치를 고려에 통고하였다. 최영은 노하여 명의 방문(榜文)을 가지고 고려의 양계(兩界)에 온 명군 병사 21명을 죽이고 이사경(李思敬) 등 5명은 현지에 잡아둘 것을 명했다.
요동 정벌을 결정한 우왕과 최영은 세자와 여러 비빈을 한양의 산성에 옮기고 찬성사 우현보에게 명하여 경성에 머물러 지키게 하고는 서해도로 향했다. 4월 1일, 봉주(鳳州)에 온 우왕은 최영과 이성계를 불러 요양(遼陽) 공격을 명하였다. 이성계는 사불가론을 들어 반대했으나 우왕은 최영의 손을 들어주고 요동 공격을 그대로 진행하게 했다. 이때 좌·우군은 모두 38,830명, 수송인원은 11,630명이었는데, 팔도도통사로서 총사령관을 맡은 최영은 우왕의 만류로 서경에 남았고, 최영 대신에 군을 지휘하게 된 우군도통사 이성계가 압록강에서 군사를 돌이켜(위화도 회군) 개경을 쳐서 최영을 고봉현으로 유배하고, 우왕을 폐위하여 강화도로 내쳤다. 한편 명에 사신으로 갔던 박의중은 6월에 명 예부(禮部)의 자문(咨文)을 가지고 고려로 돌아왔고, 이후 명은 철령위 설치를 중지하였다.

## 위치 비정

### 연구사
철령위 문제는 여말선초의 외교관계는 물론 고려 왕조가 조선 왕조로 교체되던 한국사의 시대 구분의 계기였으며, 현행 국사교과서에도 철령위에 관한 문제가 비중있게 실려 있다. 요동 정벌 당시 고려가 박의중을 통해 명에 보낸 국서는 《고려사절요》 및 《명사》 이원명전에 실려 있는데, 내용은 각기 다음과 같다.
表云 “鐵嶺人戶事, 祖宗以來, 其文和高定等州, 本隷高麗”. 以王所言, 其地合隷高麗, 以理勢言之, 其數州之地, 曩爲元統, 今合隷遼東, 高麗所言, 未可輕信, 必待詳察然後已. 且高麗隔大海限鴨綠, 始古自爲聲敎, 然數被中國中朝征伐者, 蓋爲能生釁端.
표문에 “철령의 인호(人戶)에 대해, 조종(祖宗) 이래로 문(文)ㆍ화(和)ㆍ고(高)ㆍ정(定) 등 주(州)의 고을은 본래 고려에 예속되어 있었다” 하였으니, 왕의 말대로 하면 그 땅이 고려에 예속되어야 마땅하나, 이치와 사세로 말하면 그 몇 고을의 땅을 지난날에는 원에서 통치하였으니, 지금 요동에 예속되어야 마땅하고, 고려의 말하는 것을 경솔히 믿을 수 없으니, 반드시 끝까지 살피고야 말겠다. 또한 고려는 큰 바다로 막히고 압록강으로 경계를 삼아서 일찍이 옛날에는 따로 나라를 이루었으나, 중국의 역대 조정의 정벌을 자주 입은 것은 분쟁의 단서를 일으켰기 때문이다.— 《고려사절요》 권제33, 무진 신우 4년(1388년)

高麗奏遼東文 · 高 · 和 · 定州皆其國舊壤, 乞就鐵嶺屯戍. 原名言 “數州皆入元版圖, 屬於遼, 高麗地以鴨綠江為界. 今鐵嶺已置衛, 不宜.” 復有陳請, 帝命諭其國守分土, 無生釁.
고려에서 국서를 보내, 요동의 문 · 고 · 화 · 정 등의 주는 모두 고려의 옛 영토이므로 (고려에서) 철령에 군영을 설치해서 지키겠다고 주청했다. 이원명은 “그 몇 주는 모두 원의 옛 판도에 들어 있어서 요동에 속해 있고, 고려의 영토는 압록강을 한계로 하고 있으며 지금 이미 철령위를 설치했는데 다시 청하는 것은 적절하지 않습니다.” 하였다. 다시 청함이 있자, 황제는 그 나라를 달래어 정해진 땅을 지켜 헷갈리지 말라고 하였다.— 《명사》 권136, 열전제24, 이원명

해당 기록의 문주 · 화주 · 고주 · 정주 등의 주의 위치 비정에 대해 이케우치 히로시나 《조선사》 등에서는 모두 현재 북한의 함경도 남부 지역에 위치한다고 주장했는데, 그 이전의 조선의 국학자들은 철령위의 '철령'이라는 지명을 통해 그 위치를 비정하려 시도하였다. 《성호사설》에서 이익은 《고려사》 및 《명사(明史)》에 기록된 철령은 당시 조선의 정평(定平)ㆍ영평(永平) 등 지방의 위에 있는 고개로, 명에서 “철령 북쪽과 동쪽, 서쪽은 본래대로 개원에 속하게 한다”고 한 기록에서 철령 동쪽은 영동(강원도), 서쪽은 절령(岊嶺) 이북인 평안도 지역으로 지목하였다. 명의 목적은 철령 북쪽과 동쪽, 서쪽에 해당하는 지금의 한반도 북부 지역을 모두 명의 판도에 포함시키려 한 것으로서, 명에 사신으로 간 박의중이 고려를 위해 훌륭하게 변론한 덕분에 그 영토를 보전할 수 있었다고 보았다.
근대에 이르러 일본인 학자들에 의해 여말선초의 대명관계가 조명되는 과정에서 철령위에 대한 위치 비정이 시도되는데, 하야시 다이스케는 철령위가 압록강 근방에 있었다고 보고, 훗날 그 서북쪽으로 옮기면서 지명을 그대로 가져다 썼다고 보았다. 이케우치 히로시는 명이 처음 강계에 와서 고려의 서북면도안무사 최원지에게 철령위 설치를 통보했다는 기록을 근거로 철령위의 ‘본부’가 처음 지금의 중국 길림성 집안시에 있었는데, 압록강변에서부터 설치된 역참을 따라 그 끝이 한반도의 철령, 오늘날의 북한 강원도 고산군과 회양군의 경계에 있는 높이 677m의 고개에 세워진 것이라고 주장했다. 이곳은 예전 원의 쌍성총관부가 있던 곳이었고, 고려가 수복하기 이전에 철령 북쪽 땅을 관할하던 쌍성총관부가 위치한 지금의 북한 함경남도 원산만 지역까지 이어지는 역참 설치를 통해 명은 해당 지역까지 명으로 귀속시키고자 했다. 고려의 요동 정벌 시도는 이러한 명의 철령위 설치에 반발하는 무력 시위의 하나였으며, 이후 명은 고려에 양보하여 한반도 내에 철령위를 설치하려던 계획을 철회했다고 보았다.
한국에서는 1961년 김용덕이 〈철령위고〉를 통해 직접적인 연구 성과를 내놓았는데, 철령위의 설치 배경과 위치를 논하면서도 철령위 자체는 존재하지 않았고 계획상으로만 존재했다고 보았다. 그러나 이후 한국 학계에서는 대부분 철령위의 실체를 인정하고, 이케우치 히로시의 연구 성과를 받아들여 이기백, 한영우, 이현희 등이 계속 언급하였다.

### 의문
2010년 복기대는 〈철령위 위치에 대한 재검토〉라는 논문을 발표하였는데 이 논문에서 복기대는 기존의 철령위 위치비정에 대해 다음과 같은 문제점을 제기하였다.
1. 집안에서 원산만으로 이어지는 것이 철령위였다고 한 것과는 달리 “(고려의) 사방의 경계는 서북쪽으로는 당(唐) 이후로는 압록강을 국경으로 삼고 동북쪽으로는 선춘령(先春嶺)으로 경계로 삼았으니, 대체로 서북쪽 경계는 고구려에 미치지 못했지마는 동북쪽으로는 더 넘었다.”고 되어 있는 《고려사》 지리지 기록과는 맞지 않는다는 점[2]

1. 유사시 위협목적을 가할 수도 있는 중요한 군대 단위인 철령위를 굳이 고려의 중심 지역과는 떨어진 한반도 원산만의 바닷가에 설치한 점

1. 철령위가 한반도 원산만에 중심을 두고 세워졌음에 불구하고 정작 그것에 항의하여 일으킨 원정군은 원산만이 아닌 요동으로 가고 있다는 점[3]

1. 이미 공민왕 때에 수복하여 고려의 영토가 된 쌍성총관부(함경도 일대)에 명이 철령위를 설치하기까지의 현지 동향을 알려주는 자료에서 명이 이 지역을 장악했음직한 어떤 단서도 찾을 수 없다는 점

1. 원산만 일대에 철령위가 설치되어 명의 땅이 되거나 명과 영향력 아래 놓일 정도였다면 훗날 세종(世宗)에 의한 사군육진 개척 과정과는 서로 상충된다는 점

이와 함께 복기대는 《명사》 요동도지휘사사조의 “철령위는 홍무 21년(1388년) 3월에 옛 철령성 자리에 설치하였는데, 26년(1393년) 4월에 옛 은주 땅으로 옮겼다. 지금의 치소다.”라는 기록과 《대명일통지》의 “철령위는 도사성(都司城, 요양) 북쪽으로 240리 되는 곳에 있는데 옛날에는 철령성이었고 지금의 철령위 치소 동남쪽으로 5백 리에 있어 고려와 경계를 접했다.”는 기록과, 청(淸)의 《성경통지》의 “《요사》 지리지에는 은주라는 지명이 없으니 은주(銀州)여야 마땅한데, 지금의 철령현이 그곳이다.”라는 기록을 제시하였다. 철령위라는 이름 자체가 원래 철령성 자리에 설치된 연고에 따라 붙여진 이름이며, 처음 설치된 홍무 21년 당시에는 고려와 경계를 접하고 있었고 홍무 26년에 옮기기 전 위치, 즉 지금의 중국 요녕성 철령시에서 동남쪽으로 5백 리 떨어진 곳이 진짜 철령위가 설치된 지역이며, 그곳은 집안시가 아니라 요녕성 본계시 인근에 해당한다는 것이다.
박원호는 명나라는 한반도에 영토를 확보하려는 욕심 없이 요동 개척을 위한 인력을 확보하고자 고려에 철령위 설치를 통보하였으며, 실제 철령위는 요동에 설치할 계획이었고 실제로도 요동에 설치되었다고 보았다.

## 같이 보기
- 목호의 난
- 요동 정벌
- 위화도 회군
- 표전문제